# 土地神屋

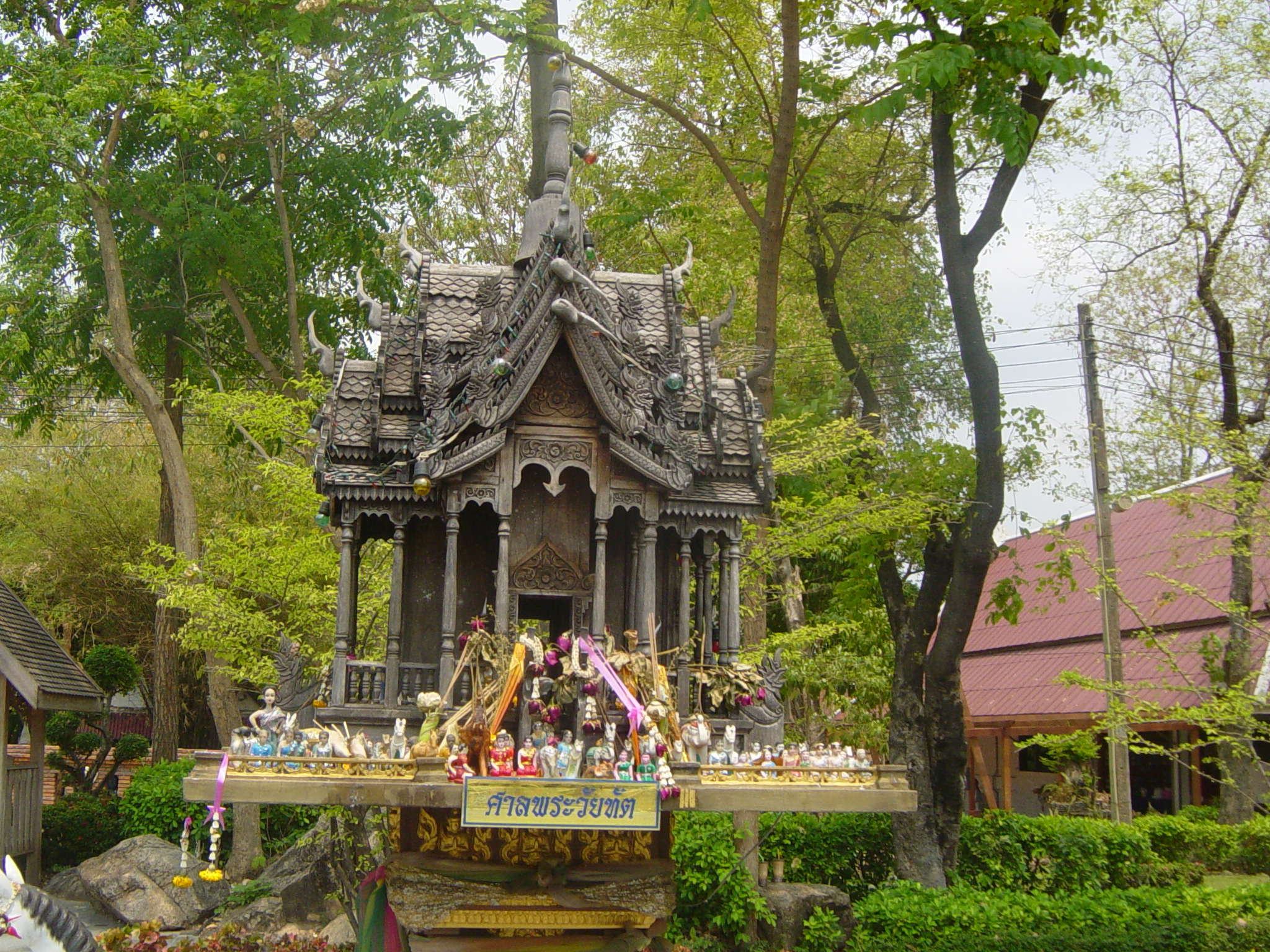
一棟土地神屋

土地神屋指東南亞地區供奉土地保護神的地方，在泰國、寮國及柬埔寨都可以看到，相當於華人社區的土地廟。用木頭或石灰製成小家或廟的形狀建在一根柱子上。放置在風水好的地點，一般會在牆附近或家前面的某個角落，一個家可能會放置多於一個土地神屋會用花圈、鮮花及食物獻祭給住在神屋裡的土地保護神，一般會在上新房或重要節日時執行，拆掉的土地神屋會拿去放在廟裡或丟在岔口的路邊。